# Lelya
Lelya é um género botânico pertencente à família Rubiaceae.
1. ↑  «Lelya — World Flora Online». www.worldfloraonline.org. Consultado em 19 de agosto de 2020